# Inter caetera (enciclica)
Inter caetera  è una enciclica di papa Benedetto XIV, datata 1º gennaio 1748, e scritta all'Episcopato dello Stato Pontificio, nella quale il Pontefice si lamenta di alcuni abusi legati alle feste di Carnevale, e concede l'Indulgenza Plenaria a chi compirà determinate opere di pietà.

## Fonte
- Tutte le encicliche e i principali documenti pontifici emanati dal 1740. 250 anni di storia visti dalla Santa Sede, a cura di Ugo Bellocci. Vol. I: Benedetto XIV (1740-1758), Libreria Editrice Vaticana, Città del Vaticano 1993